# Live in Japan (Blue Cheer)
Live in Japan è l'undicesimo album dei Blue Cheer, il secondo dal vivo, registrato in Giappone (a Tokyo e Osaka) nel 1999 e pubblicato nel 2003.

## Tracce
1. Babylon – 4:59 (Dickie Peterson)
2. Big Trouble in Paradise – 4:15 (Andrew MacDonald, Dickie Peterson)
3. The Hunter – 4:42 (Booker T. Jones, Al Jackson Jr., Carl Wells)
4. Blue Steel Dues – 7:27 (Andrew MacDonald, Dickie Peterson)
5. Urban Soldiers – 4:22 (Dickie Peterson)
6. Girl Next Door – 4:56 (Dickie Peterson, Tony Rainier)
7. Ride With Me – 8:01 (Tony Rainier)
8. Summertime Blues – 5:46 (Eddie Cochran, Jerry Capehart)
9. Down and Dirty – 5:19 (Andrew MacDonald, Dickie Peterson)
10. Out of Focus – 5:43 (Dickie Peterson)
11. Doctor Please – 18:04 (Dickie Peterson)

## Formazione
- Dickie Peterson - basso, voce
- Andrew MacDonald - chitarra
- Paul Whaley - batteria